# La coladeira
 (octobre 2023).
Si vous disposez d'ouvrages ou d'articles de référence ou si vous connaissez des sites web de qualité traitant du thème abordé ici, merci de compléter l'article en donnant les références utiles à sa vérifiabilité et en les liant à la section « Notes et références ».
Albums de Carlos
Carlos (album 97)
(1997)
La coladeira est le dernier album studio enregistré par Carlos. Il fut publié en 2001, puis réédité en 2008.

## Liste des pistes
1. La coladeira
2. Rouler
3. Mama mia
4. Ça va, ça vient
5. Monsieur Coutou
6. Cha-cha des thons
7. Tu peux taper
8. Dans les bras de Lola
9. Le gros homme et la mer
10. Oh! Caroline
11. La banane
12. L'aventure c'est l'amour
13. Sauf la vie